# Donald Campbell (Leichtathlet)
Donald Michael Campbell (* 9. April 1926; † 3. Februar 2017) war ein US-amerikanischer Sprinter.
1951 siegte er bei den Panamerikanischen Spielen in Buenos Aires mit der US-Mannschaft in der 4-mal-100-Meter-Staffel.

## Persönliche Bestzeiten
- 100 Yards: 9,5 s, 20. Juni 1947, Salt Lake City
- 100 m: 10,5 s, 9. Juli 1948, Evanston
- 200 m: 21,3 s, 9. September 1950, Potchefstroom